# Parafia Świętych Wiery, Nadziei, Luby i matki ich Zofii w Bagrationowsku
Parafia Świętych Wiery, Nadziei, Luby i matki ich Zofii – parafia prawosławna w Bagrationowsku, w dekanacie Opieki Matki Bożej eparchii kaliningradzkiej.
Świątynią parafialną jest cerkiew Świętych Wiery, Nadziei, Luby i matki ich Zofii, znajdująca się przy ulicy Krasnoarmiejskiej.
Proboszczem parafii jest ks. protojerej Dmitrij Krutień.